# Tamás Nendtvich

Tamás Nendtvich

Tamás Nendtvich (* 15. November 1782 in Késmárk, Königreich Ungarn; † 3. August 1858 in Pécs) war ein ungarischer Apotheker, Botaniker und Insektenkundler. Er schuf eine umfangreiche Pflanzen- und Insektensammlung, die sich im Ungarischen Nationalmuseum befindet.
Sein botanisches Autorenkürzel lautet „T.Nendtv.“.

## Leben
Tamás Nendtvich wuchs in einer Kaufmannsfamilie in Késmárk auf, sein Vater Kristóf Nendtvich war ein Leinenhändler. Er besuchte das evangelische Gymnasium in Késmárk, an dem er sein Abitur machte. Danach absolvierte er ein Studium der Pharmazie in Pécs und arbeitete anschließend ab 1805 in der Stadt als Apotheker. Zu dieser Zeit begann er, Pflanzen und Insekten im Komitat Baranya, besonders in der Region des Mecsek und in Slawonien, jenseits des Flusses Dráva zu studieren und zu sammeln. Im Jahr 1808 heiratete er Anna Aidinger, die Tochter eines wohlhabenden Schneidermeisters und erwarb die Apotheke Arany Sas mit Haus und Garten in Pécs. Sein Name wurde in botanischen Kreisen schnell bekannt und er stand in Kontakt mit vielen  bedeutenden Botanikern des Landes, neben anderen auch mit József Sadler. Diesen informierte er über eine neue Art der Gämswurz, die er im Mecsek entdeckt hatte und die Sadler daraufhin nach ihm benannte. In den 1840er Jahren veröffentlichte er vier Abhandlungen – über Schmetterlinge und Pflanzen in der Umgebung von Pécs, über Baumarten im Komitat Baranya sowie den Obstbau in der Region.
Nendtvich war auch ein angesehener Obstbauer. Er besaß drei große Obstgärten, von denen er einen Teil als botanischen Garten nutzte.

## Würdigung
Die Gämswurz Doronicum nendtvichii Sadler wurde nach ihm benannt, welche die Mescek-Gesellschaft in ihrem Wappen führt. 1840 wurde er für seine Arbeiten auf dem Gebiet des Obstbaus geehrt. Seine umfangreiche Sammlung von Schmetterlingen und Pflanzen wird im Ungarischen Nationalmuseum aufbewahrt. Sein Sohn Károly Nendtvich (1811–1892), ein Mediziner, Chemiker und Mitglied der Ungarischen Akademie der Wissenschaften, schrieb seine Dissertation auf der Grundlage der Pflanzensammlung seines Vaters, die mehr als 1100 Pflanzen umfasste.

## Schriften
- Pécsnek lepkéi és vidékökhezi viszonyaik. Pécs 1846.
- Pécs és környékének viránya. Pécs 1846.
- Baranyának fanemei. Pécs, 1846.
- A gyümölcstenyésztés jelen állapota Pécs környékén.